# Petrovgradski loptački podsavez
La Velikobečkerečki loptački podsavez (in cirillico Великобечкеречки лоптачки подсавез), ridenominata Petrovgradski loptački podsavez (Петровградски лоптачки подсавез) quando Veliki Bečkerek cambiò il nome in Petrovgrad il 18 febbraio 1935 (dal 1946 si chiama Zrenjanin), fu la sottofederazione calcistica di Veliki Bečkerek/Petrovgrad, una delle 15 in cui era diviso il sistema calcistico del Regno di Jugoslavia. La dicitura della sottofederazione veniva abbreviata in VBLP prima (dal 1929 al 1935) ed in PLP dal 1935 fino alla sua chiusura.
Nel 1929 i club della Banatska župa progettarono di staccarsi dalla sottofederazione di Belgrado e di crearne una indipendente. L'11 maggio 1930 a Vršac, sede della Banatska župa, viene fondata la Velikobečkerečki loptački podsavez (con 16 voti contro 5, si decise che la sede della sottofederazione sarebbe stata Veliki Bečkerek).
A Veliki Bečkerek/Petrovgrad vi era il girone della prvi razred, il resto della sottofederazione era completato dalle altre compagini del Banato, ovvero Vršac, Kikinda, Novi Bečej e Pančevo. Nel 1939 la sottofederazione contava 32 club.
I presidenti di questa sottofederazione furono Josip Podgradski (1930-1931), Dušan Bratić (1931-1936) e Andrija Mirković (1936-1941).

## Regolamento iniziale
Prima della nascita della sottofederazione, le squadre di questo territorio ricadevano nella Banatska župa, sotto la giurisdizione della sottofederazione di Belgrado. Questo il regolamento:

Il quotidiano di Veliki Bečkerek, Torontal, annotava il 15 maggio 1921:

Il consiglio d'amministrazione del Banato, dopo aver concordato con la BLP il 12 maggio 1921, ha deciso che l'intero territorio del Banato è costituito da un distretto calcistico chiamato Banatska župa. A capo della župa (=parrocchia) del Banato c'è un Consiglio Direttivo con il seguente scopo e modalità di lavoro:

1. Il Consiglio è obbligato a eseguire tutti gli ordini e le istruzioni della Federcalcio di Belgrado, per mantenere l'ordine e la disciplina nello spirito dei regolamenti e delle regole della JNS.

2. Presentare un rapporto su tutti gli eventi e le violazioni disciplinari alla BLP.

3. Concede il permesso di giocare partite di calcio pubbliche e ne tiene traccia.

4. Tutti i club sono tenuti ad inviare direttamente alla BLP la quota di iscrizione e la quota associativa.

5. Mantiene un collegamento permanente con la BLP e raccoglie il 20 per cento del reddito lordo delle partite del campionato.

6. Nomina cinque membri come membri del Consiglio Direttivo della Banatska župa.

7. Tutti i club sono obbligati a raccogliere le foto dei propri giocatori il prima possibile ed a presentarle alla BLP con i dati compilati.

8. I club non registrati non possono giocare partite pubbliche.

Quindi, il Consiglio Direttivo per la preparazione delle partite della Banatska župa ha deciso:

1. Invito a tutti i club a presentare urgentemente elenchi di giocatori per la loro verifica.

2. L'obbligo degli arbitri di calcio è di presentare entro tre giorni a questo collegio relazioni sullo svolgimento delle partite, sulla composizione delle squadre, sul comportamento dei giocatori e sullo stato del campo.

3. Dopo la segnalazione dell'arbitro, il giocatore squalificato viene automaticamente sospeso.

## Albo d'oro

### Banatska župa
Il primo campionato di calcio del Banato iniziò il 18 aprile 1920.
| Stagione | Vincitore                         | Classifiche |
| -------- | --------------------------------- | --- |
| 1920     | Obilić                            | Altre partecipanti: Vašaš, Viktorija (Veliki Bečkerek), KAC (Velika Kikinda), PSK (Pančevo), Olimpija (Vršac), DSK (Vebeljača), ŽSE, ŽTK, Švebiše (Žombolj, città poi passata in Romania) |
| 1921     | Primavera: Obilić Autunno: Obilić | Altre partecipanti: Vašaš, Viktorija (Veliki Bečkerek), ŽSE, ŽTK, Švebiše (Žombolj), DSK (Debeljača), KAC (Velika Kikinda). |
| 1922     | Primavera: Srbija Autunno: Obilić | Classifica autunno: Obilić (Veliki Bečkerek) 8, Slavija (Veliki Bečkerek) 6, KSK Kosovo (Velika Kikinda) 4, Olimpija (Vršac) 2, Viktorija (Veliki Bečkerek) 0. |
| 1922-23  | Obilić                            | |
| 1923-24  | Obilić                            | Obilić 19, Slavija 10, RSK Borac 9, Kadima 9, ŽSK 8, Švebiše 1 punto. Per problemi logistici, sono state ammesse solo squadre di Veliki Bečkerek. |
| 1924-25  | Dušan Silni                       | Partecipanti finali provinciali: Srbija e Kosovo (Velika Kikinda), Dušan Silni e Viktorija (Vršac), Debeljača SK, Građanski (Novi Bečej). Finale provinciale: Dušan Silni–Srbija 4–0. Finale del Banato: Obilić–Dušan Silni 2–3 |
| 1925-26  | Dušan Silni                       | Dušan Silni (Vršac) 12, ŽSK (Veliki Bečkerek) 9, Srbija (Velika Kikinda) 9, Obilić (Veliki Bečkerek) 8, Kadima (Veliki Bečkerek) 2 punti. |
| 1926-27  | Obilić                            | Obilić (Veliki Bečkerek) 13, Srbija (Velika Kikinda) 10, ŽSK (Veliki Bečkerek) 8, Dušan Silni (Vršac) 7, Viktorija (Vršac) 2 punti. |
| 1927-28  | Obilić                            | Obilić (Veliki Bečkerek) 18, Dušan Silni (Vršac) 17, RSK Borac (Veliki Bečkerek) 14, Srbija (Velika Kikinda) 12, Kadima (Veliki Bečkerek) 9, Švebiše (Veliki Bečkerek) 9, ŽSK (Veliki Bečkerek) 5 punti. |
| 1928-29  | Dušan Silni                       | Classifica Bečkerečka liga: Obilić 22, Radnički 16, ŽSK 14, RSK Borac 11, Švebiše 10, Velikobečkerečki Sportski Klub 6, Kadima 5 punti Classifica Velikokikindska liga: Srbija (VK) 7, Kosovo (VK) 5, Radnički (VK) 0 punti Classifica Vršačka liga: Dušan Silni (V) 7, Radnički (V) 2, Viktorija (V) 1 punto. Fase finale: Dušan Silni 5, Obilić 4, Srbija 3 punti. |

### Banatska liga
L'organizzazione calcistica del Banato è stata ufficialmente denominata Velikobečkerečki loptački podsavez e dal 1935 Petrovgradski loptački podsavez. La fase finale, fra le vincitrici del capoluogo e delle province, è denominata Banatska liga.
| Stagione | Vincitore            | Classifiche |
| -------- | -------------------- | --- |
| 1929-30  | Obilić               | Bečkerečka liga: Obilić 24, ŽSK 21, RSK Borac 18, Radnički 18, Vojvodina 13, Švebiše 11, Orao 4, Jedinstvo 3 punti Banatska liga: Obilić (Veliki Bečkerek) 5 (9:5), Dušan Silni (Vršac) 5 (7:5), Kosovo (Velika Kikinda) 2 punti. PSK Pančevo ritirato |
| 1930-31  | Obilić               | Banatska liga: Obilić (Veliki Bečkerek) 10, PSK (Pančevo) 8, Dušan Silni (Vršac) 5, Kosovo (Velika Kikinda) 1 punto. |
| 1931-32  | Obilić               | Banatska liga: Obilić (Veliki Bečkerek) 10, Dušan Silni (Vršac) 8, Delija (Mokrin) 6, Banat (Pančevo) 0 punti. |
| 1932-33  | ŽSK V. Bečkerek      | Classifiche disponibili: Veliki Bečkerek: Obilić 18 (41:11), ŽSK 18 (31:13), RSK Borac 14, Švebiše 13, Radnički 13, Vojvodina 7, Jedinstvo 1 punto. Veliki Bečkerek - sottogruppo: Građanski 11, Begej 7, Titelski AK 6, Slavija 0 punti. Velika Kikinda: Kosovo 15, Delija 10, Sloga 9, ŽAK 6, Radnički 0 punti. Velika Kikinda - sottogruppo: Jedinstvo 8, Hajduk 6, Sloga 6, Nakovski SK 0 punti. Altre partecipanti: Pančevo: Banat, Jedinstvo, PSK, Jadran, Kovin SK, Amater, Sparta (Debeljača) Vršac: Dušan Silni, Viktorija, Radnički, Privrednik. Vršac - sottogruppo: Graničar (Bela Crkva), Sportsko društvo (Bela Crkva), Amater (Banatski Karlovac) Finale: Jedinstvo Pančevo – ŽSK V. Bečkerek 2–3 e 2–2 |
| 1933-34  | Banat Pančevo        | Bečkerečka liga: ŽSK 14 (30:14), Obilić 14 (30:16), Švebiše 13, RSK Borac 10, Vojvodina 5, Radnički 4 punti. Banatska liga Nord: Sloga Kikinda 9, ŽAK Kikinda 7, Obilić 6, Švebiše (Veliki Bečkerek) 2 punti. Banatska liga Sud: Banat (Pančevo) 11, Dušan Silni (Vršac) 8, Viktorija (Vršac) 3, Jedinstvo (Pančevo). Finale: Sloga Kikinda – Banat Pančevo 3–0, 0–3 e 1–2 |
| 1934-35  | ŽAK Kikinda          | Petrovgradska liga: Švebiše 18, ŽSK 15, Obilić 14, Vojvodina 14, RSK Borac 14, Radnički 5, Građanski (Jaša Tomić) 4 punti. Banatska liga: ŽAK Kikinda 16, Sparta (Debeljača) 14, Jedinstvo (Pančevo) 13, ŽSK (Petrovgrad) 10, Dušan Silni (Vršac) 7, Švebiše (Petrovgrad) 0 punti |
| 1935-36  | ŽAK Kikinda          | Petrovgradska liga: ŽSK 12 (35:6), Švebiše 12 (24:8), RSK Borac 10, Vojvodina 9, Obilić 7, Radnički 5, Šoferi 2, Tehničari 0 punti. Banatska liga: ŽAK Kikinda 16, ŽSK (Petrovgrad) 14, Švebiše (Petrovgrad) 14, Sparta (Debeljača) 10, Jedinstvo (Pančevo) 6, Dušan Silni (Vršac) 0 punti. |
| 1936-37  | ŽSK Petrovgrad       | Petrovgradska liga: RSK Borac 12 (45:21), ŽSK 12 (26:16), Švebiše 12 (23:19), Vojvodina 10, Obilić 9, Radnički 5 bodova. Finale: Jugoslavija Jabuka - ŽSK Petrovgrad 5–1 e 0–5 |
| 1937-38  | Obilić               | Petrovgrad città: RSK Borac 18, ŽSK 12, Obilić 10, Radnički 8, Švebiše 7, Vojvodina 5 punti. Petrovgrad provincia: Građanski (Jaša Tomić) 10, Banat (Srpski Elemir) 8, Vojvodina (Perlez) 4, Slavija (Andrejevac) 2 punti. Finale: Slavija Kovačica - Obilić 1–4 e 0–3 |
| 1938-39  | RSK Borac Petrovgrad | Banatska liga: RSK Borac (Petrovgrad) 31, Jugoslavija Jabuka 28, ŽAK Kikinda 24, Sloga Kikinda 21, Obilić 20, ŽSK (Petrovgrad) 19, Dušan Silni (Vršac) 13, Radnički (Petrovgrad) 12, Jedinstvo (Pančevo) 10, Radnički (Vršac) 2 punti. |
| 1939-40  | Jugoslavija Jabuka   | Banatska liga: Jugoslavija Jabuka 32, RSK Borac (Petrovgrad) 27, ŽAK Kikinda 24, Obilić 21, Radnički (Petrovgrad) 19, Sloga Kikinda 17, ŽSK (Petrovgrad) 16, Jedinstvo (Pančevo) 12, Vojvodina (Petrovgrad) 12, Dušan Silni (Vršac) 0 punti |
| 1940-41  | —                    | Banatska liga: Sloga Kikinda 22 punti (in 12 partite), Radnički (Petrovgrad) 17 (10), RSK Borac (Petrovgrad) 15 (11), Banat (Pančevo) 14 (11), ŽSK (Petrovgrad) 13 (13), ŽAK Kikinda 10 (10), Obilić 7 (11), Vojvodina (Petrovgrad) 4 (12), Jedinstvo (Pančevo) 3 (10), Švebiše (Petrovgrad) 5 (9). Campionato interrotto a causa della guerra. |